# Kaszów (województwo mazowieckie)
Kaszów dawniej też Kaszew – wieś sołecka w Polsce położona w województwie mazowieckim, w powiecie białobrzeskim, w gminie Stara Błotnica. Przez miejscowość przebiega droga wojewódzka DW732.
W latach 1954–1961 wieś należała i była siedzibą władz gromady Kaszów, po jej zniesieniu w gromadzie Przytyk. W latach 1975–1998 miejscowość administracyjnie należała do województwa radomskiego.
Wieś jest siedzibą rzymskokatolickiej parafii Nawiedzenia Najświętszej Maryi Panny.
We wsi znajduje się zabytkowy, drewniany kościół św. Jana Chrzciciela.